# プリンセスコンチェルト
『プリンセスコンチェルト』（Princess Concerto）は、ブロッコリーの生誕10周年記念として製作されたPCゲーム。キャラクターデザイン・原画はコゲどんぼ。オープニングアニメーションはマッドハウスが製作。2007年9月20日にはPlayStation 2へ移植された。

## 概要
- 2000年から製作され当初は2004年9月に発売される予定だったが、システム改良の為冬に延期→最終的には2005年8月26日発売となった。
- 原画は325枚すべてコゲどんぼの描きおろし。声優陣は、うえだゆうじ、沢城みゆき、野川さくら、氷上恭子、サエキトモ、真田アサミとほとんどがブロッコリー作品に出演している人物である。
- ゲームパートはアドベンチャーパートとシミュレーションパートに分かれており、ヒロインたちとの会話や選択肢によってストーリーが変化するマルチエンディング。
- この作品のテーマの一つとして、「女の子には誰にも言えない秘密がある」というキーワードがある。その通り、ヒロイン達の秘密が明かされた時、「プレイヤーがどの様に受け止め、対処するのか？」「その王女の支えとなれるのか？」という展開が用意されている。

## ストーリー
太古の昔、伝説の王＜建国王＞により大陸は統一されていた。しかし王の没後、小国の間で度々戦乱が繰り返され、6つの国に分裂してしまった。そんな中、突然大群となった魔族・＜魔王軍＞が現れ、各国に攻撃しその大半が奪われてしまう。運良く助かった各国の王女たちは、一番被害の少なかったラウディア王国に身を寄せる事態に。その混乱の最中、ラウディア国王は息子たち3王子にそれぞれ命を出す。プレイヤーは第3王子・アルフレッドとなり、魔王軍へと挑んで行く。

## 舞台
エターティア
妖精・魔物・魔法使いが存在する世界。この作品の他に、『デ・ジ・キャラット ファンタジー』、『みにふぇあ』、『CROSS WORLD 見知らぬ空のエターティア』もエターティアが舞台となっている。
ラグノア大陸
エターティアのどこかに存在する地方。現在、6つの国に分かれている。

### 6つの国
ラウディア国
かつて大陸を救った伝説の王＜建国王＞を輩出した国。大陸の中心に位置する。かつては大陸全土を統一できる程の力を持っていたが、現在では格式の高い街並みと城が象徴となっている。
セウレス王国
薔薇と穀倉地帯が広がる国。魔王軍に襲撃されるまでは、大陸中で一番豊かな国だった。城の内外に薔薇の庭園が広がっている。
聖カナン王国
由緒正しい神官王国。大昔、砂漠に法力でオアシスを築いた＜聖者カナン＞を祀る。城は神聖な雰囲気を漂わせているが、城下では露店などが出ておりにぎやか。
レゥ＝ファーレ
深い森の奥に存在する妖精族の王国。緑豊かな自然大国。大戦の後、人間と決別し独自の文化を築き上げた。その影響からか、人間嫌いの者が多い。
ノガルド
山の頂に建つ、竜騎士の王国。そのため、国内ではドラゴンをモチーフにしたものが多く見られる。大陸一の軍事大国。この国の兵士は『竜騎兵』と呼ばれ、多くの者は竜にまたがり戦闘へと臨む。
ティエロット
自由を求める民が集い建設された王国。国民は草原にテントを張り、自然と共存している。芸能を愛する者が多く、エターティア中を旅して回っている。

## 登場キャラクター

### メインキャラクター
アルフレッド
声：うえだゆうじ
本作の主人公。ラウディア国の第3王子。優しく、誰に対しても礼儀正しい。争いを好まず、問題は話し合いで解決しようとする。少々優柔不断なところがある。
フローラ
声：沢城みゆき
セウレス王国の王女。容姿端麗で慈悲深く、気品に溢れている。少々世間知らずな一面もある。
ルネ
声：野川さくら
聖カナン王国の王女。キャラクター達の中で一番幼い。その為、王女という自覚が無く、何事も遊び楽しんでいる感覚。
セルマ
声：真田アサミ
ティエロット王国の王女。本来は陽気な性格だが、魔王軍の侵略により笑顔を失って以来一言も話さない。
ちびセルマ
声 - 真田アサミ
人形で意思表示を行う。
シャリオ
声：氷上恭子
レゥ＝ファール王国の王女。妖精。自由奔放な性格で感情表現がハッキリしている。人間が嫌い。
ミレーユ
声：サエキトモ
千竜王国、ノガルドの王女。男勝りな性格で、剣の腕は相当のもの。誇り高い精神を持ち、父親である王への反発心から男装している。

### サブキャラクター
オクノス
声：鳥海浩輔
フローラの警護役である騎士。冷静沈着、冷淡で人間性に欠ける。フローラに対しては絶対の忠誠心を誓っている。
レディアス
声：鈴木千尋
アルフレッドの次兄。悠然と構えており、常に周りへ気を配っている。
リアン
声：山口眞弓
魔法の国、聖カナン王国の騎士。ルネの護衛騎士兼教育係を任されている傭兵。剣の腕も高い。
アルト
声：田村ゆかり
ルネが危機に陥ると現れる、もうひとりのルネ。自信家で高飛車。
バーンハイム
声：藤原啓治
アルフレッドの部下で副官を務めている。ラウディア軍の兵士。
シーリア
声：門脇舞
メイド三人娘の中で一番上年。
リシェル
声：新谷良子
ステラ
声：後藤沙緒里
アルフレッドの幼馴染。ツンデレ。布団叩きで攻撃する。
ムック
声：かないみか
ルネの魔法で作られた使い魔。
アーゴラス
声：石松千恵美
ローゼン
声：奈良徹
聖カナン王国の神話に出で来る夢魔。
カルサック
声：大畑伸太郎
ファーロウ
声：最上嗣生
カリバーニィ
声：最上嗣生
ラウディア国王
声：大畑伸太郎
ガドニス、レディアス、アルフレッドの父。
セウレス国王
声：奈良徹
フローラの父。
聖カナン国王
声：野瀬育二
ルネの父。
聖カナン王妃
声：岩村琴美
ルネの母。
ティエロット国王
声：最上嗣生
セルマの父。
ティエロット王妃
声：岩村琴美
セルマの母。
神
声：最上嗣生
ガドニス
アルフレッドの長兄。
妖精王
シャリオとルーティの父。
ルーティ
シャリオの弟。
ノルゲン
ミレーユの護衛騎士。
マストン
ティエロット王国のカラクリ師。

## 特典

### Windows版
（通常版特典なし）
10周年記念特別限定版（100,000円）※100本限定生産
- 『コミックデ・ジ・キャラット』で来多あかりによって短期連載された漫画『プリンセスコンチェルト～Arpeggio～』のコミック
- アクエリアンエイジSaga3「プリンセスパック」
- コゲどんぼ完全監修・フローラのドレス（サイズはM/L）
- プリンセスステッカー
- ポストカード

限定版（10,290円）
- 『コミックデ・ジ・キャラット』で来多あかりによって短期連載された漫画『プリンセスコンチェルト～Arpeggio～』のコミック
- アクエリアンエイジSaga3「プリンセスパック」
- プリンセスステッカー
- ポストカード

### PS2版
- 予約特典：マイクロファイバーミニミニタオル
- デラックスパック特典：ヒロインソングCD、オリジナル懐中時計

#### ヒロインソングCD
収録曲
1. ス・テ・キなShiny Day/フローラ（沢城みゆき）
2. ドキドキハート♥ミラクルパワー/ルネ（野川さくら）
3. I lost my Heart/シャリオ（氷上恭子）
4. Live for today!/ミレーユ（サエキトモ）
5. 草原のDEJAVU/セルマ（真田アサミ）

## スタッフ
- 原案・製作 - ブロッコリー
- キャラクターデザイン・原画 - コゲどんぼ

## 主題歌

### Windows版
オープニングテーマ「運命のDear」
作詞：溝口功 / 作曲：坂本裕介 / 編曲：岩垂徳行 / 歌：橘ゆず
エンディングテーマ「Don't cry again」
作詞：森ユキ・坂本裕介 / 作・編曲：坂本祐介 / 歌：橘ゆず

### PS2版関連曲
「ス・テ・キなShiny Day」
作詞：森ユキ / 作・編曲：坂本祐介 / 歌：フローラ（沢城みゆき）
「ドキドキハート♥ミラクルパワー」
作詞：Chika /  作曲：坂本祐介 / 編曲：Kentaroyd / 歌：ルネ（野川さくら）
「I losy my Heart」
作詞：森ユキ / 作・編曲：坂本祐介 / 歌：シャリオ（氷上恭子）
「Live for today!」
作詞：Chika / 作・編曲：坂本祐介 / 歌：ミレーユ（サエキトモ）
「草原のDEJAVU」
作詞：森ユキ / 作・編曲：坂本祐介 / 歌：セルマ（真田アサミ）